# Tycomarptes bipunctatoides
Tycomarptes bipunctatoides là một loài bướm đêm trong họ Noctuidae.